# Polystachya galeata
Polystachya galeata är en orkidéart som först beskrevs av Olof Swartz, och fick sitt nu gällande namn av Heinrich Gustav Reichenbach. Polystachya galeata ingår i släktet Polystachya och familjen orkidéer.
Artens utbredningsområde anges som från västra tropiska Afrika till Uganda och Angola.

## Underarter
Arten delas in i följande underarter:
- P. g. babilonii
- P. g. galeata

## Bilder

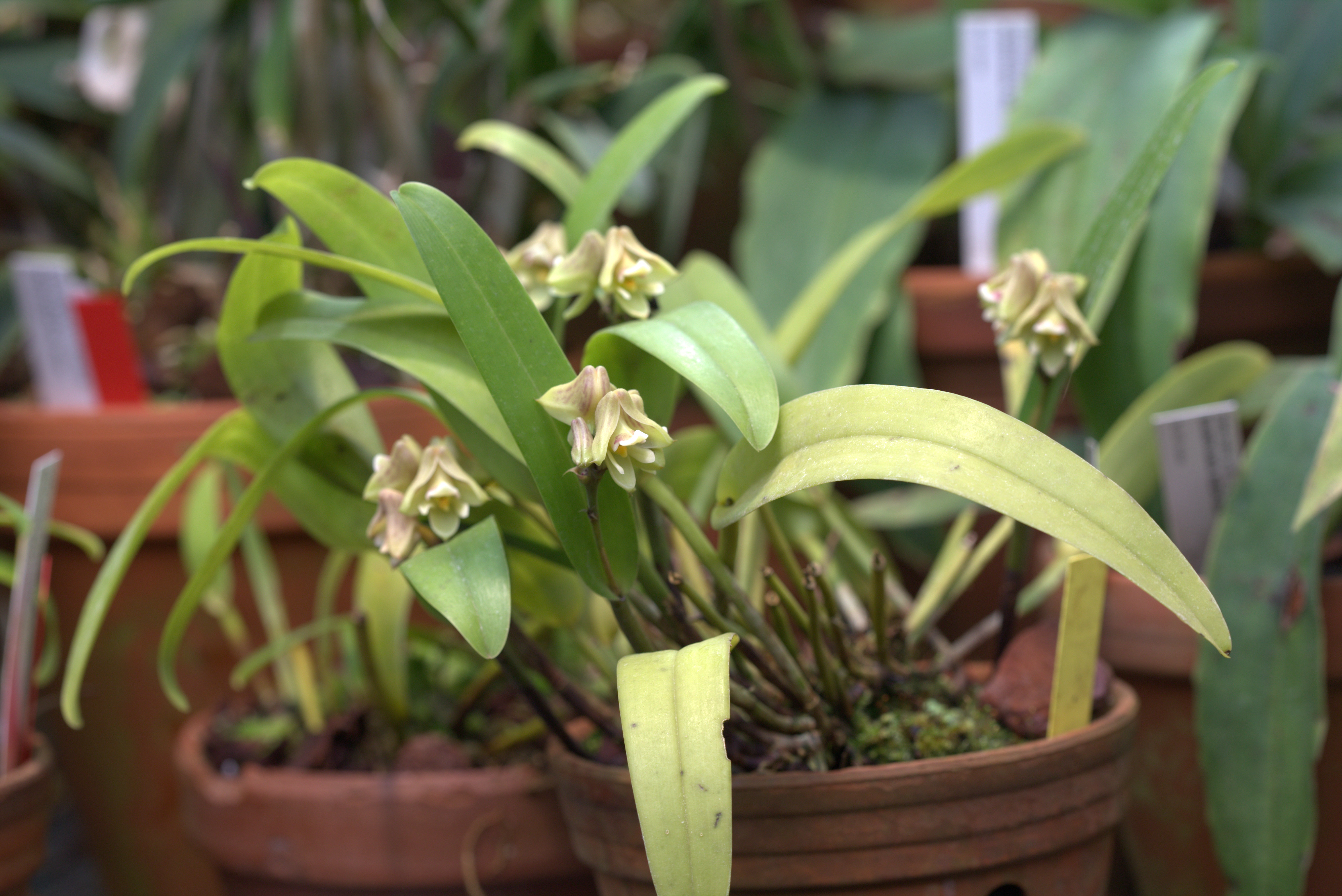
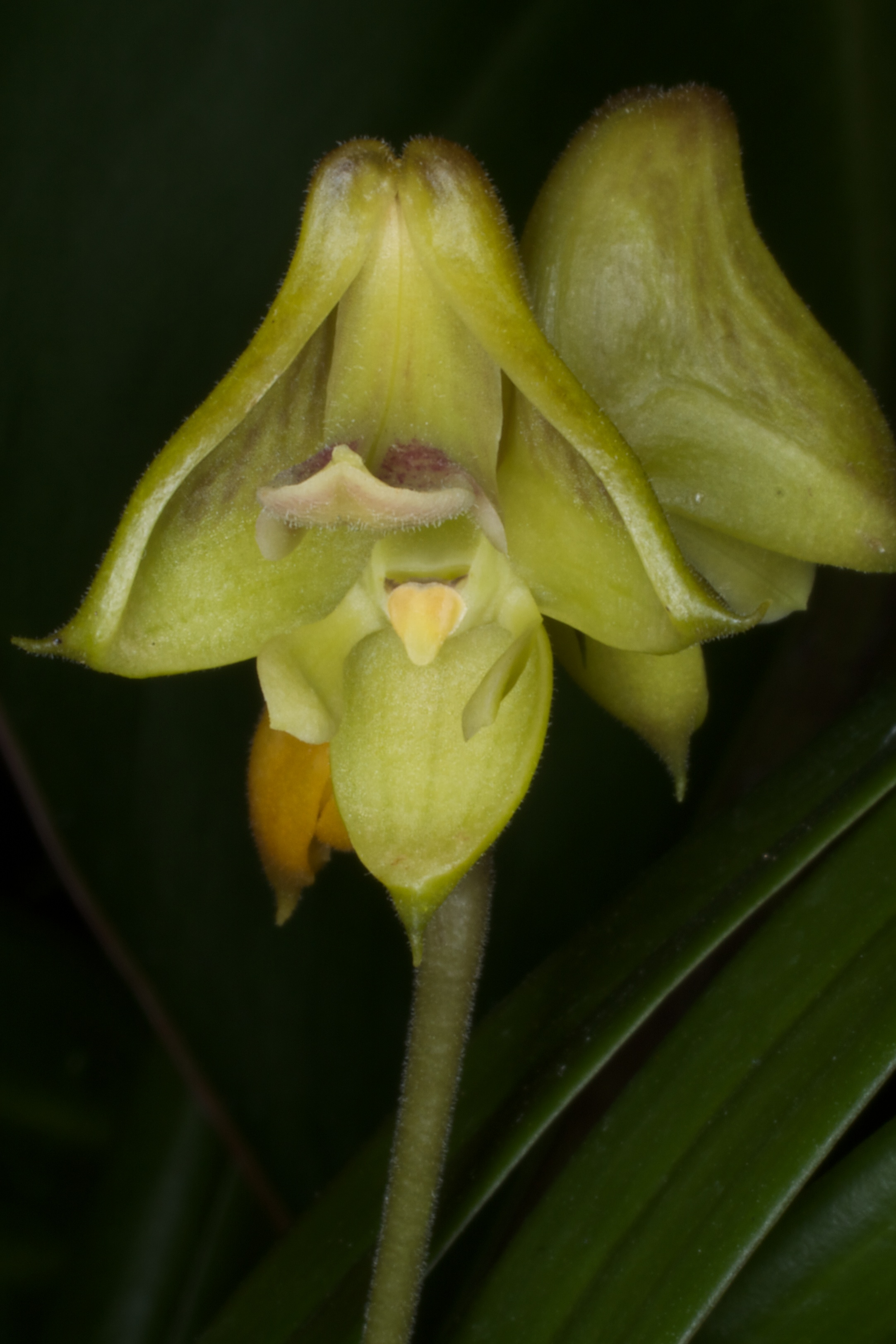
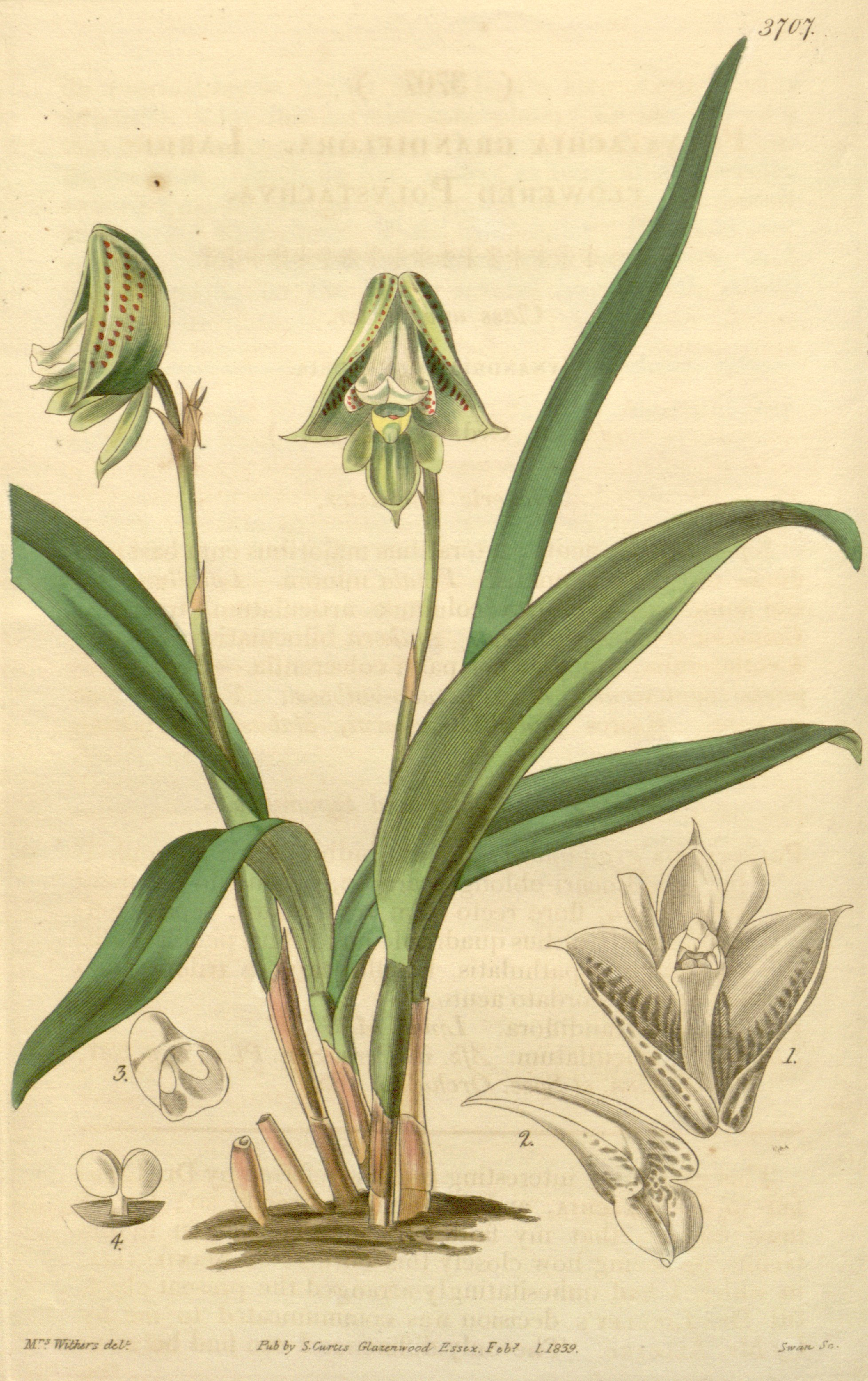